# Otto Rathmayer
Otto Rathmayer, (geb. 15. Dezember 1905 in Frankenthal, gest. ?) war ein deutscher Jurist. In der Zeit des Nationalsozialismus war er Ankläger am Volksgerichtshof, in der Bundesrepublik Deutschland Landgerichtsrat in Ravensburg und danach in Landshut.

## Lebensweg vor Mai 1945
Rathmayer trat zum 1. Mai 1933 der NSDAP bei (Mitgliedsnummer 2.523.888). Er war Mitglied der SS im Rang eines SS-Untersturmführers.
Rathmayer war Amtsgerichtsrat in Würzburg.
Mit Wirkung vom 2. Januar 1940 wurde Rathmayer als Hilfsarbeiter an die Reichsanwaltschaft beim Volksgerichtshof abgeordnet Seine Abordnung zum Volksgerichtshof wurde ohne Rathmayers Zutun verfügt. Die Übernahme einer Planstelle in der Reichsanwaltschaft hat Rathmayer abgelehnt.
Rathmayer hat an mindestens 78 Todesurteilen mitgewirkt. Als Hilfsarbeiter der Staatsanwaltschaft hatte Rathmayer hierbei jedoch eine unselbständige Stellung; die Weisung, ein Todesurteil zu beantragen, ging stets vom Behördenleiter aus.
Rathmayer nahm zwischen dem 17. Mai 1940 und dem 24. Oktober 1944 an 35 Volksgerichtsprozessen gegen Tschechoslowaken teil. Am 20. Oktober 1944 wurden auf Rathmayers Antrag fünf tschechoslowakische Staatsbürger – Alois Mach, František Strasik, František Mendlik, Miroslav Tuma und Stanislav Zverina – wegen „Vorbereitung zum Hochverrat“ zum Tode verurteilt. Rathmayer plädierte wegen „Feindbegünstigung“ für ein Todesurteil gegen die beiden Tschechoslowaken Mastera und Antonín Nerat. Ebenfalls im Oktober 1944 beschuldigte Rathmayer den Deutschen Fritz Werthmann der „Sabotage der Kriegsanstrengungen“. Werthmann wurde daraufhin am 24. Oktober 1944 zum Tode verurteilt. Aus dem Dezember 1944 gibt es 21 Todesurteile, an denen Rathmayer als Ankläger beteiligt war.
Am 17. Juli 1944 leitet Rathmayer im Zuchthaus Brandenburg-Görden die Hinrichtung des Zwickauer Bergwerksheizers Albert Jacob, der wegen „Wehrkraftzersetzung“ zum Tode verurteilt worden war.
Rathmayer hatte Ende 1944 auch im Volksgerichtshofsprozess gegen den Karmelitermönch Pater Gebhard Heyder die Todesstrafe beantragt. Das Todesurteil des Volksgerichtshofs gegen Heyder erging am 20. Dezember 1944, wurde jedoch nicht mehr vollstreckt. Heyder wurde am 1. Mai 1945 durch alliierte Truppen aus der Haft befreit.

## Lebensweg nach Mai 1945
Nach dem Ende des „Dritten Reiches“ war Rathmayer bis 1963 Landgerichtsrat in Ravensburg, danach Landgerichtsrat in Landshut.
Wegen seiner Beteiligung an Todesurteilen des Volksgerichtshofes wurden gegen Rathmayer staatsanwaltschaftliche Ermittlungen eingeleitet. Strafbar war ein solches Verhalten jedoch nach damaliger Rechtsauffassung nur dann, wenn dem Beschuldigten direkter Vorsatz nachgewiesen werden konnte, wenn ihm also die Rechtswidrigkeit seines Antrags auf Todesstrafe bewusst war. Da Rathmayer dies nicht nachgewiesen werden konnte, stellt die Staatsanwaltschaft ihr Ermittlungsverfahren ein. Diese Entscheidung wurde in einem Klageerzwingungsverfahren vom Oberlandesgericht München überprüft und mit Beschluss vom 25. Juni 1963 bestätigt.